# Anacampserotàcies

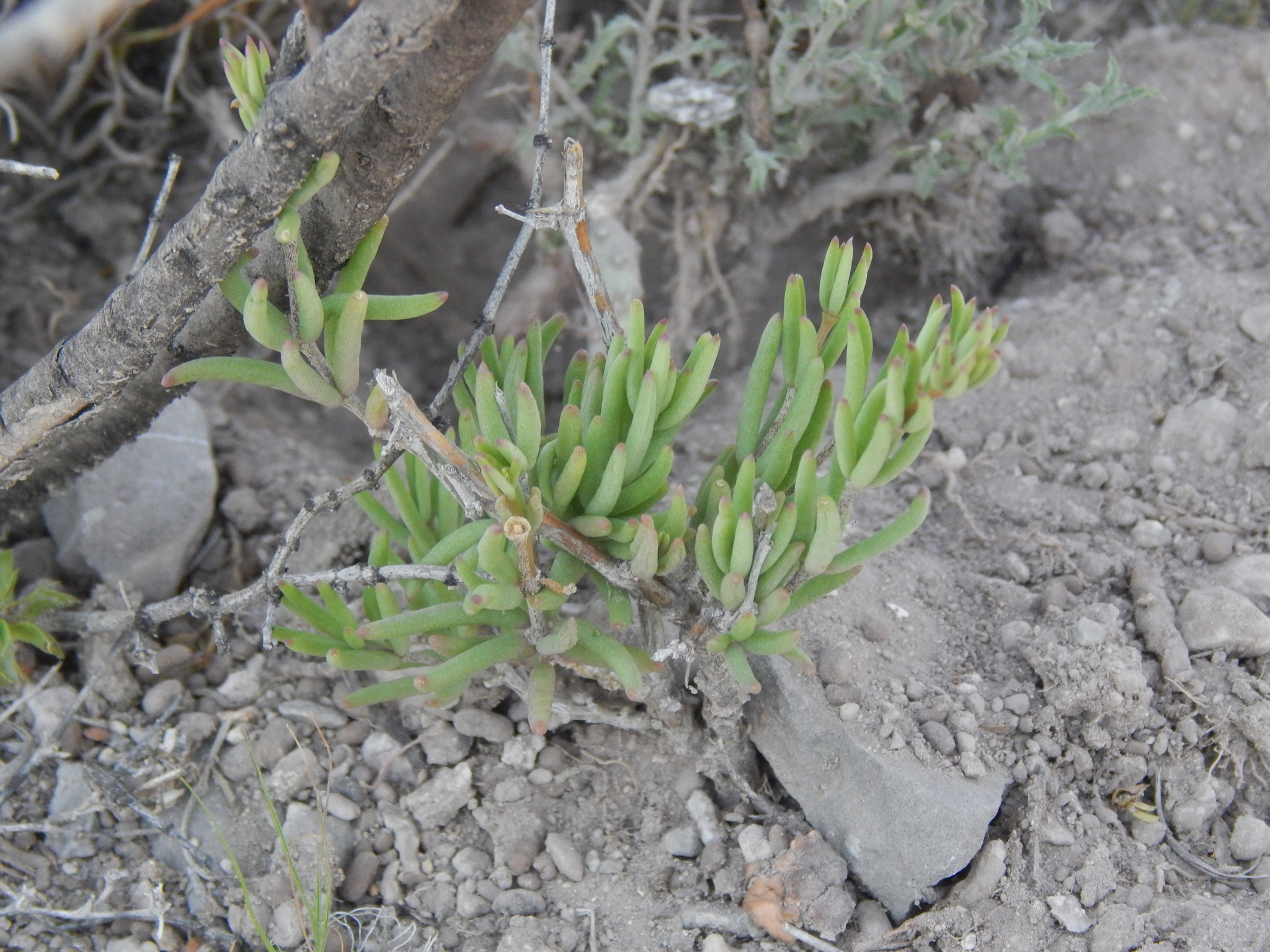
Talinopsis frutescens

Les anacampserotàcies (Anacampserotaceae), són una família de plantes angiospermes de l'ordre de les cariofil·lals natives de l'Àfrica, Austràlia i Amèrica.

## Taxonomia
Aquesta família va ser proposada l'any 2010 com a conseqüència de les investigacions de Reto Nyffeler i Urs Eggli publicades a la revista Taxon que van comportar una nova classificació del subordre de les Portulacineae, i va ser acceptada pel sistema de classificació APG III.

### Gèneres
Dins d'aquesta família es reconeixen tres gèneres:
- Anacampseros L.
- Grahamia Gillies ex Hook. & Arn.
- Talinopsis A.Gray

Grahamia i Talinopsis són gèneres monotípics, només contenen una sola espècie, mentre que Anacampseros compta amb unes 60 espècies.